# Duane W. Rimel

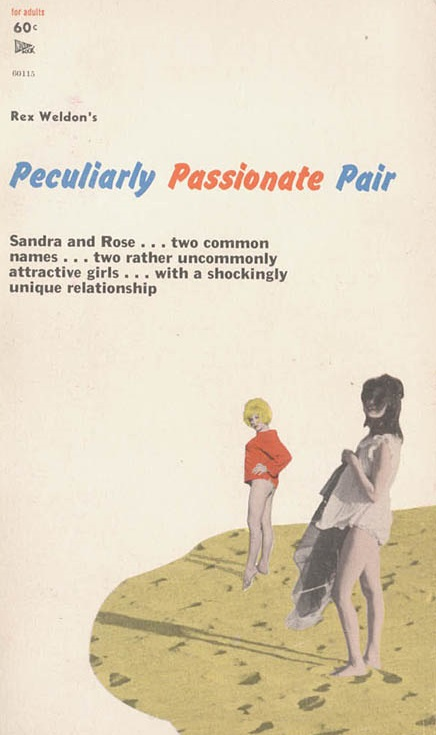
con lo pseudonimo di Rex Weldon

Duane W. Rimel (Asotin, 21 febbraio 1915 – Bainbridge Island, 30 settembre 1996) è stato un poeta e scrittore statunitense di romanzi fantastici, di science-fiction e di romanzi polizieschi. Egli ha scritto delle opere con lo pseudonimo di Rex Weldon.

## Biografia
Divenne amico di H.P. Lovecraft che lo aiutò a scrivere le sue prime poesie ed i primi racconti fantastici dal 1934. L'anno seguente fondò con Emil Petaja la rivista, The Fantaisist's Mirror, che pubblica, tra le altre cose, in diverse consegne, il saggio di Lovecraft sul fantastico Supernatural horror in literature.
Oltre a testi fantastici, che come il lavoro di Lovecraft, rendono talvolta omaggio alla storia dell'orrore ed avvolte alla fantascienza, ha pubblicato quattro romanzi polizieschi sulla scia del romanzo nero.
Ha anche pubblicato uno studio del lavoro di Robert E. Howard e degli scritti autobiografici sulla sua amicizia con H. P. Lovecraft.

## Romanzi
Romanzi di fantascienza e del fantasy
- Time Swap (1969), con lo pseudonimo di Rex Weldon

Romanzi polizieschi
- The Curse of Cain (1945)
- Motive for Murder (1945)
- The Jury is Out (1947)
- The River is Cold (1962)

## Racconti
Racconta di racconti di science-fiction e del fantastico
- Fanciful Tales of Time and Space (1936)
- The Forbidden Room (1936)
- To Yith and Beyond (1990)

## Racconti ed altre collaborazioni
- The Sorcery of Aphlar (1934), con H. P. Lovecraft
- The Disinterment (1935), con H. P. Lovecraft
- The Jewels of Charlotte (1935)
- The Forbidden Room (1936)
- The Metal Chamber (1939)
- The City Under the Sea (1940)
- The Tree of the Hill (1940), con H. P. Lovecraft
- The Last Scientist (1941)
- Norton and I (1942)
- Music of the Stars (1943)
- Jungle Princess (1944)
- The Small, Dark Thing (1944)
- Two in a Dungeon (1944)
- The Wrong Night (1944)
- Peculiarly Passionate Pair (1963), con lo pseudonimo di Rex Weldon (Lesbian pulp fiction)
- Sex Week (1965), con lo pseudonimo di Rex Weldon (Lesbian pulp fiction)
- The Innocent Lesbian (1965), con lo pseudonimo di Rex Weldon (Lesbian pulp fiction)
- The Hampdon Horror (1984)
- Goodbye, Joe (1985)
- Chief White Cloud (1985)
- The Acolyte Years (1987)
- The Tale of Rondo and Ilana (1990)

## Poesie
- The Ship (1934)
- Dreams of Yith (1934), con H. P. Lovecraft
- Late Revenge (1935)
- Contradiction (1942)
- Mood (1942)
- Estranged (1943)
- The Whisperer (1945)
- The Key (1967)
- Shadow of the Wall (1969)
- Strange Flowers Bloom (1971)
- Wings of Dreams (1984)

## Studi
- Robert E. Howard – An Impressionistic Linoleum Cut (1935)
- Weird Music (1936), con Emil Petaja
- H. P. Lovecraft as I Knew Him (1983)
- The Lovecraft Years (1986)